# Hrvatski Telekom
Hrvatski Telekom é uma empresa croata de telecomunicações. Desde sua oferta pública inicial em outubro de 2007, as ações da T-Hrvatski Telekom são negociadas na Bolsa de Valores de Zagreb, com recibos globais de depósito negociados na Bolsa de Valores de Londres até 2014. Em 2016, a Deutsche Telekom AG detinha 51% das ações da T-HT, com os Fundos de Pensão Obrigatórios Raiffeisen, o Fundo de Veteranos de Guerra Croata e o Centro de Reestruturação e Venda do Governo Croata detendo, respectivamente, 8,9%, 6,7% e 2,9%. O restante do capital estava nas mãos de investidores privados.
A empresa oferece telefonia fixa, internet banda larga, IPTV e telefonia móvel como seus principais serviços.

## História
A empresa foi fundada em 28 de dezembro de 1998, após a separação dos Correios e Telecomunicações Croatas em duas entidades: Correios Croatas e Telecomunicações Croatas, que iniciaram suas operações em 1º de janeiro de 1999.
Em outubro de 1999, a Deutsche Telekom comprou uma participação de 35% na Hrvatski Telekom por US$ 850 milhões e, em 2001, adquiriu uma participação adicional de 16% na Hrvatski Telekom, totalizando 51%.
Em 2002, a HT-mobilne komunikacije d.o.o. (posteriormente T-Mobile Croatia d.o.o.) foi registrada como uma empresa separada, uma subsidiária de propriedade da Hrvatske telekomunikacije d.d., para fornecer serviços de telefonia móvel.
Em 2010, um departamento de negócios independente para comunicações fixas e móveis foi combinado sob os auspícios da Hrvatski Telekom. Anteriormente, a conexão móvel aparecia no mercado junto com a rede móvel Cronet como uma subsidiária independente da Hrvatski Telekom Mobile e, a partir de outubro de 2004, como T-Mobile Croatia. No final de 2011, a empresa reportou venda de 8,067 bilhões com 6399 funcionários. Para atingir HRK.

## Subsidiárias
- Iskon Internet
- Combis
- Evo TV
- Crnogorski Telekom (Montenegro)
- HT Eronet (Bósnia e Herzegovina)